# 크리스토페르 토셀리
크리스토페르 토셀리(Cristopher Toselli, 1988년 6월 15일 ~ )는 칠레의 축구 선수이다.